# Cosmetica
Cosmetica je slovenská hudební skupina hrající alternativní rock a pop. Byla založena v roce 2000 v Bratislavě Iljou Miškovičem a Dodem Bujdákem. V současnosti hraje kapela ve složení Ilja Miškovič (zpěv a kytara), Daniel Urbán (baskytara), Stano Kociov (bicí nástroje, vokály, klávesy) a Braňo Kociov (sólová kytara).

## Biografie
Když se sestra Ilji Miškoviče, kytarového i skladatelského samouka, seznámila v roce 2000 s hercem a klavíristou Dodoma Bujdák, nevěděla, že „nechtěně“ založila skupinu. Oba byli fanoušky Davida Bowieho a právě v té době hledali prostor pro realizaci svých nápadů. Ilja pustil Dodovi své domácké demo nahrávky doprovázené na španělku a Dodovi se zalíbily natolik, že se ihned rozhodli založit spolu hudební skupinu a začali skládat vlastní skladby. Ke kapele se přidal Dodův starý přítel Radovan „Alzo“ Al-Zafari, profesionální hráč na klasickou kytaru, který však později začal hrát na pětistrunnou baskytaru. Na elektrickou kytaru hrál Iljův přítel Robo Harinok, kterého ale pro rodinné povinnosti o pár měsíců později nahradil Daniel Denki Durďovič. (Robo Harinok se později do kapely vrátil při nahrávání debutového alba Mantra). První bubeník v kapele, charakteristický používáním divokých bubenických přechodů, byl Martin Vizár, jehož tehdejší přítelkyně Silvia vymyslela název kapely jako spojení slov KOZMOS a ETIKA, s odkazem na líčení   pop music v 70. a 80. letech. Kapela ale hledala jistější rytmiku, proto se druhým bubeníkem stal Matej Tomandl z kapely Beatboys; disponoval profesionálnějším přístupem a pevnějším úderem. Cosmetica bodovala v hitparádě Demovnica rádia Rock FM se skladbami „Endorphine“ a „Real“ a nahrála celkem 10 demoskladeb (oficiálně vyšla pouze skladba „Endorphine“ na kompilaci Demovnice společnosti Inzine). Kapela následně vyhrála bratislavské kolo Jim Beam Music a zahrála si na festivalu Pohoda 2002. Už v této době se ale vztahy v kapele začaly kazit a ukázalo se, že první opravdové úspěchy Cosmeticu spíše rozdělily než spojily. Nastala devítiletá přestávka ve fungování kapely, známé jsou pouze aktivity některých členů (Ilja dále nahrával skladby se svým projektem The Gamblers a Dodo skládal divadelní hudbu do představení divadla A. Palárika v Trnavě, kde účinkoval i jako herec).
Cosmetica zažila restart v roce 2011, kdy se při hledání zkušebny potkali Ilja a bubeník Stano Kociov. Opět zapracovala rodina, poznali se díky Iljově bratrovi Jurajovi, který podobně jako Stano navštěvoval bratislavskou konzervatoř. Po krátkém společném zkoušení se z různých sestav vykrystalizovala sestava Ilja Miškovič, Robo Harinok a Stano Kociov. Poté Stano přivedl do kapely baskytaristu Daniela Urbána. Debutové album Mantra se nahrávalo ve studiu Babylon pod hlavičkou hudebního vydavatelství TAUMEX, producentem byl zkušený Juraj Kupec. Album vyšlo 31. května 2012 a kmotrem byl „otec“ slovenské alternativy Laco Lučenič. Ještě před křtem bylo nutné najít kytaristu, který by zahrál Robovy, ale i kytarové party producenta Juraje Kupce, nahrané na albu. Volba padla na Stanova bratra Braňa Kociova, který hrává i se Stanem v doprovodné kapele Katky Knechtové. Kapela natočila první klip ke skladbě „Love Is Drunk“ a další ke skladbě „Streets Of...“, který vyšel v prosinci 2012. V roce 2013 zahrála Cosmetica několik koncertů a chystala skladby na nové album. První nahrávací session se uskutečnila ve studiu Babylon v září 2013 a nahrané byly tři nové skladby, tentokrát ve slovenštině. V lednu 2015 byly nahrány další tři skladby. První slovenský singl i s novým klipem je chystaný na duben 2015, album má vyjít v červnu 2015.

## Alba
- Mantra (2012)

## Videoklipy
- „Love Is Drunk“
- „Streets Of...“